# Daniel Day-Lewis
Daniel Day-Lewis (Londres, 29 de abril de 1957) es un actor británico nacionalizado irlandés. Ganador de tres Premios Óscar, aclamado por la crítica y reconocido mundialmente por su talento interpretativo, es considerado como uno de los actores más destacados en la industria del cine.
A pesar de su formación tradicional como actor en Bristol Old Vic, Day-Lewis es considerado un actor de método, reconocido por la constante devoción e investigación que aplica sobre sus personajes. Frecuentemente permanece «inmerso» en su papel durante el tiempo de grabación de sus películas, hasta llegar al punto en que su salud se ha visto afectada. Es uno de los actores más selectivos de la industria cinematográfica, pues ha protagonizado apenas cinco cintas desde 1998, con espacios de cinco años entre cada una. No ofrece entrevistas con frecuencia, realiza apariciones en público de forma esporádica y es receloso acerca de su vida privada.
Durante la década de 1980, su trabajo tomó lugar entre el cine y el teatro; como miembro de la Royal Shakespeare Company, interpretó a Romeo en la obra Romeo y Julieta, y a Flauta en El sueño de una noche de verano, antes de debutar en la pantalla grande con Gandhi, en 1982. Con Mi hermosa lavandería, de 1985, logró gran reconocimiento por parte de la crítica, y con A Room with a View, de 1985, se consolidó como actor de primera línea.
Se ha hecho con los principales premios del séptimo arte; entre ellos, tres premios Óscar, por las cintas: Mi pie izquierdo, de 1989; There Will Be Blood, de 2007, y Lincoln, de 2012, y es el único actor que ha conseguido el Óscar en tres ocasiones como actor principal y uno de los tres únicos hombres que se han hecho con tres estatuillas. También fue considerado para el galardón por las cintas: En el nombre del padre, de 1993; Gangs of New York, de 2002, y Phantom Thread, de 2017. También posee cuatro BAFTA, tres premios del Sindicato de Actores y dos Globos de Oro. En noviembre de 2012, la revista TIME lo nombró el «actor más grande del mundo». En junio de 2014, fue nombrado «caballero» por la reina Isabel II, por su contribución a las artes interpretativas, y se le otorgó el título nobiliario sir, que desde entonces aparece en su nombre.

## Datos biográficos
Su relación con el cine le viene de nacimiento. Nacido y criado en Londres, asistió con éxito al Teatro Nacional de Jóvenes antes de ser admitido en la prestigiosa escuela de teatro Bristol Old Vic, a la cual asistió por tres años. Su abuelo materno, sir Michael Balcon, era un importante productor del cine británico, su padre, Cecil Day-Lewis, era poeta de Isabel II, y su madre, Jill Balcon, es una actriz de teatro de origen judío. Su carrera empezó con una breve aparición en la película Sunday Bloody Sunday en 1971. Estudió en Greenwich, Londres, y en Sevenoaks School, Kent, y posteriormente arte dramático en el Bristol Old Vic Theatre School.
Para cuando dejó Bedales en 1975, la actitud despreocupada de Day-Lewis había disminuido y necesitaba elegir una carrera. A pesar de que se había destacado en el escenario en el National Youth Theatre en Londres, solicitó trabajo como ebanista, pero fue rechazado por falta de experiencia.
Fue seleccionado en junio de 2014 para el rango de caballero por sus servicios a las artes interpretativas por la reina Isabel II. En noviembre de 2014 fue nombrado caballero de manera formal por el príncipe Guillermo, duque de Cambridge, en el Palacio de Buckingham.

## Carrera profesional

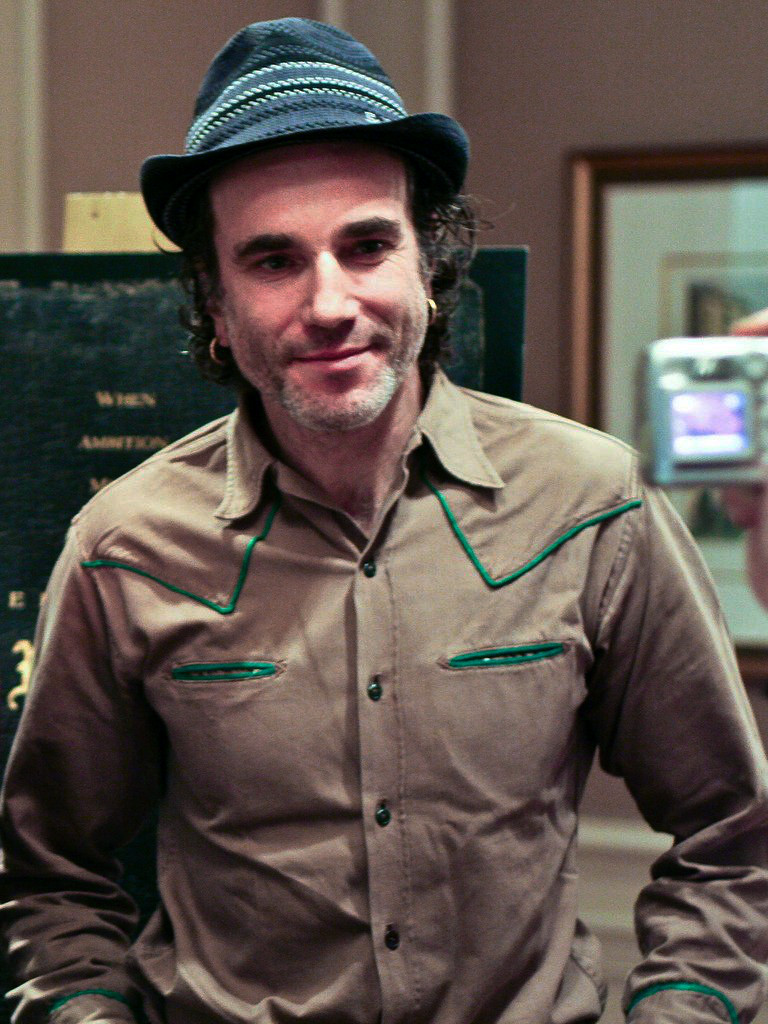
Day-Lewis en 2007

Su debut como actor adulto fue un papel corto en la multipremiada película Gandhi en 1982. Posteriormente hizo varios papeles en teatro y para series de la BBC hasta que en 1985 se consagró con dos papeles: uno era el de punk londinense y homófobo que mantiene una relación con un antiguo amigo del colegio en Mi hermosa lavandería y el de un dandy llamado Cecil Vyse en Una habitación con vistas. Luego le vinieron otras películas como La insoportable levedad del ser, con Juliette Binoche, hasta que en 1989 le ofrecieron el papel de Christy Brown, un artista irlandés discapacitado, en Mi pie izquierdo. Este papel fue el que le dio fama y un Óscar entre numerosos premios y nominaciones como la del Globo de Oro.
En 1992 realizó una actuación como el blanco renegado criado por indios mohicanos, Nathaniel, en El último de los mohicanos de Michael Mann junto a Madeleine Stowem que le dio un gran impulso a su carrera.
Con el director irlandés Jim Sheridan, colaboró en otras dos ocasiones, en la película En el nombre del padre, en 1993, sobre el tema de los Cuatro de Guildford acusados injustamente de pertenencia al IRA, con Emma Thompson, y por la cual consiguió otra nominación al Óscar además de otras nominaciones y premios. La segunda colaboración con Sheridan fue The Boxer, en 1997.
Posteriormente protagonizó a un hombre obsesionado con un amor prohibido en una sociedad victoriana en La edad de la inocencia en 1993, de Martin Scorsese, El Crisol de 1996 o Gangs of New York de 2002, también de Scorsese y que le proporcionó su tercera nominación al Óscar por su trabajo como «Bill el carnicero».
Participó en una película dirigida por su mujer Rebecca Miller en The Ballad of Jack and Rose, la vida de un padre con enfermedad terminal y pasado hippie y su hija en lo que quedó de una comuna creada por aquel movimiento en los años 1970.

### Año 2000 en adelante
Entre los proyectos que rechazó destacan: El Señor de los Anillos, Shakespeare in Love y Solaris, entre otros. También rechazó el papel de Tom Hanks en Philadelphia con el que Hanks ganó su primer Óscar, para centrarse en el rodaje de En el nombre del padre. Fue considerado por Joel Schumacher para tomar el papel de Batman en la película Batman Forever después del abandono de Michael Keaton. Se interesó por interpretar el papel de Vincent Vega en la película Pulp Fiction; finalmente fue John Travolta quien obtuvo el papel.
En 2007 estrenó There Will Be Blood, basada en la novela Oil! de Upton Sinclair y dirigida por Paul Thomas Anderson, por la que ganó su segundo Óscar al mejor actor y el Globo de Oro al mejor actor en la categoría de drama. Sus primeras críticas fueron bastante entusiastas, catalogándola incluso como una de las mejores películas de los últimos años. En poco tiempo, esta película llegó a posicionarse en el puesto 144 del top 250 de Internet Movie Database de las mejores películas de la historia del cine.
También protagonizó la película Nine, una adaptación de Otto e mezzo u 8½ de Federico Fellini dirigida por Rob Marshall. En la película, Day-Lewis interpreta a Guido Contini, un director italiano casado al que le gustan las mujeres. La película tenía además un reparto femenino con mujeres como Nicole Kidman, Judi Dench Marion Cotillard, Kate Hudson, Penélope Cruz, Sophia Loren y Fergie.

### Año 2012 en adelante

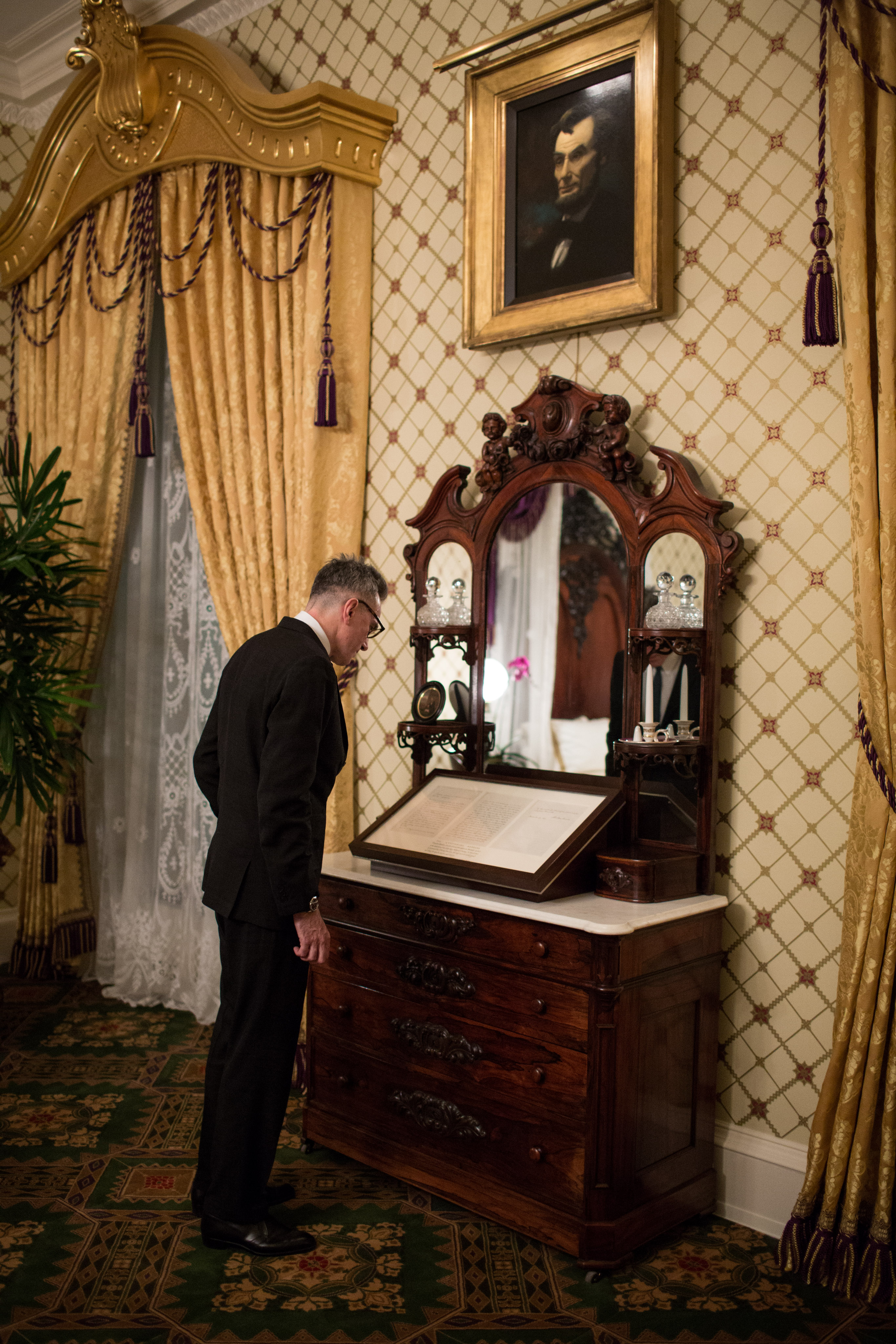
Day-Lewis de visita en la habitación de Lincoln en la Casa Blanca.

En 2012 protagonizó el largometraje Lincoln, de Steven Spielberg, quien lo calificó como uno de "los más grandes actores" en cualquier etapa de la historia del cine. Day-Lewis pidió al director el tiempo de un año para la preparación de su personaje, leyó más de 100 libros sobre Lincoln y tuvo largas sesiones de maquillaje para obtener un aspecto similar. En febrero de 2013 ganó su tercer Óscar por el papel protagonista del presidente estadounidense Abraham Lincoln. Se convierte así en el primer hombre en conseguir tres Óscar al mejor actor principal en toda la historia de la ceremonia.
Tras su tercer galardón en los Óscar se inició un debate sobre si Day-Lewis tendría ya un lugar entre los mejores actores de la historia del cine. Joe Queenan del diario The Guardian dijo: "Argumentar que Daniel es mejor actor que Laurence Oliver o Marlon Brando es como decir que Messi tiene más talento que Pelé, o que Bonaparte es un genio militar por encima de Alejandro Magno". El actor anunció que tomaría su clásico periodo de descanso, ahora de una duración de cinco años tras su participación en Lincoln antes de aparecer en otra película, se retiró a una pequeña granja en County Wicklow.
En enero de 2017 comenzó el rodaje de su última película en Londres, Inglaterra, bajo la dirección de Paul Thomas Anderson, que ya lo dirigió en There Will Be Blood, por la que ganó el segundo de sus tres Oscar. La película se estrenó en diciembre de 2017 con el nombre de Phantom Thread, cinta por la que fue nominado al Globo de Oro en la categoría de mejor actor dramático y a los Premios BAFTA en la categoría de mejor actor.

### Retiro de la actuación
El 20 de junio de 2017, a los 60 años, Day-Lewis anunció que se retiraba para siempre como actor. Así lo confirmó Leslee Dart, su representante, a Variety: "Daniel Day-Lewis ya no trabajará como actor. Está inmensamente agradecido con todos sus colaboradores y con su público por todos estos años. Se trata de una decisión personal y ni él ni alguno de sus representantes harán más comentarios al respecto", comentó Dart al mencionado medio, de forma escueta.
El 1 de octubre de 2024, se anunció que Day-Lewis volvería a la actuación para trabajar en la primera película de su hijo Ronan, titulada Anemone, cuyo guion fue escrito en conjunto.

## Vida personal
De su relación con la actriz francesa Isabelle Adjani durante seis años (1989-1995) nació su hijo Gabriel-Kane Day-Lewis en 1995 cuando abruptamente la relación había terminado.
En 1996 se casó con Rebecca Miller, hija del dramaturgo Arthur Miller, con la que tiene dos hijos, Ronan Cal (n. 1998) y Cashel Blake (n. 2002),
viviendo en el condado de Wicklow en Irlanda.

## Método y estilo de actuación

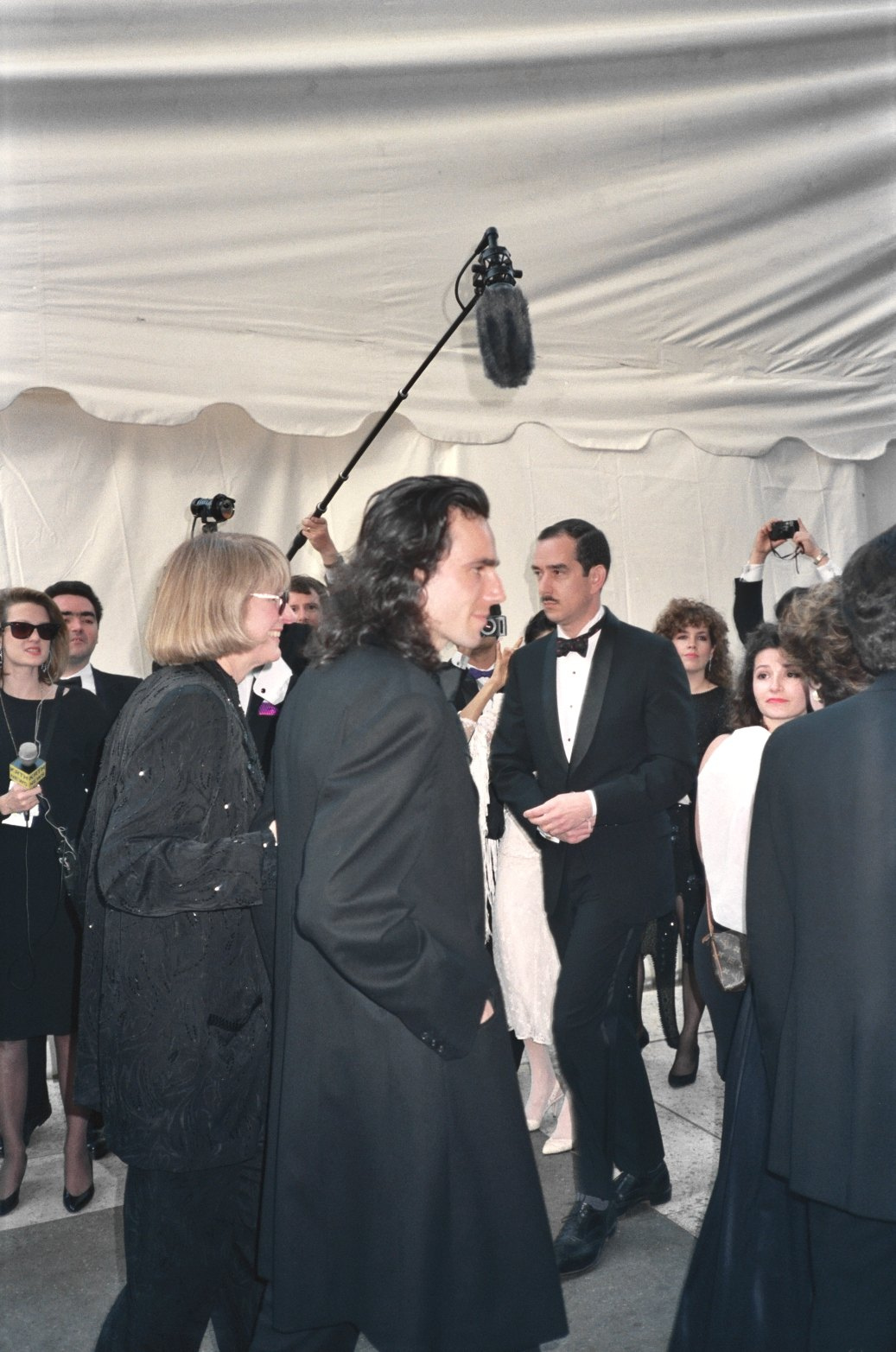
Day-Lewis en la entrega de los Premios de la Academia de 1990.

Day-Lewis está considerado por diversos medios, críticos de cine, escuelas de actores, colegas y directores, como uno de los más grandes intérpretes, con un estilo y método sofisticados, donde lograba llevar al límite sus caracterizaciones.
El compromiso y devoción de Day-Lewis por caracterizar los personaje a los que interpretaba era inmersivo; en la mímica, rango de voz, gestos faciales, manera de caminar y postura, hacía que cada papel que interpretaba fuera muy diferente al anterior, logrando personificar a personajes con una voz e identidad únicas respecto a la anterior. Era un actor que estudiaba mucho la personalidad del personaje que interpretaba, logrando grandes resultados tanto físicos y psicológicos.
Es citado en muchas ocasiones como un actor que solía comportarse durante el tiempo que duraba el rodaje, en el personaje que interpretaba, para darle mayor realismo.
Se metía tanto en su personaje que era otra persona, como se puede ver en There Will Be Blood (2007), donde encarnó a un ambicioso magnate petrolero. Day-Lewis evitó todo contacto con su compañero de elenco, Paul Dano: en la ficción eran enemigos acérrimos y no quería que la familiaridad entre colegas arruinara la construcción de la historia, según contó Dano en entrevistas.[cita requerida]
Y hubo casos más extremos: para My Left Foot (1989), se negó a abandonar su silla de ruedas durante semanas y pedía que lo empujaran y lo alimentaran dándole de comer, en un intento por construir al escritor cuadripléjico Christy Brown; luego, en In the Name of the Father (1993) se quedó sin dormir tres noches seguidas para la escena del brutal interrogatorio de un hombre falsamente acusado de terrorismo.
Otro trabajo para el que requirió un proceso de adaptación previa fue en la cinta de Michael Mann The Last of the Mohicans (1992). Una intensa preparación física le permitió incrementar en diez kilos su masa muscular. También aprendió a disparar, a navegar en canoa y a despellejar animales, para retratar con verosimilitud el carácter de su personaje.

## Legado
Varios medios mundiales como la BBC, lo han citado como el actor más impresionante de la historia, debido a sus transformaciones y forma de actuar con sus personajes.[cita requerida] Mientras que The New York Times lo nombró el tercer mejor actor de lo que va el siglo XXI.
El reputado crítico de cine Roger Ebert lo consideró un maestro de la actuación y posiblemente el actor vivo más preparado para la actuación.

## Filmografía

### Cine
| Año  | Título original                   | Título en España                | Papel                        | Director             |
| ---- | --------------------------------- | ------------------------------- | ---------------------------- | -------------------- |
| 1971 | Sunday Bloody Sunday              | Domingo, maldito domingo        | Niño vándalo (sin acreditar) | John Schlesinger     |
| 1982 | Gandhi                            | Gandhi                          | Colin                        | Richard Attenborough |
| 1984 | The Bounty                        | El motín del Bounty             | John Fryer                   | Roger Donaldson      |
| 1985 | My Beautiful Laundrette           | Mi hermosa lavandería           | Johnny                       | Stephen Frears       |
| 1985 | A Room with a View                | Una habitación con vistas       | Cecil Vyse                   | James Ivory          |
| 1986 | Nanou                             | Nanou                           | Max                          | Conny Templeman      |
| 1988 | The Unbearable Lightness of Being | La insoportable levedad del ser | Tomas                        | Philip Kaufman       |
| 1988 | Stars and Bars                    | Un señorito en Nueva York       | Henderson Dores              | Pat O'Connor         |
| 1989 | My Left Foot                      | Mi pie izquierdo                | Christy Brown                | Jim Sheridan         |
| 1989 | Eversmile, New Jersey             | Eversmile, New Jersey           | Fergus O'Connell             | Carlos Sorin         |
| 1992 | The Last of the Mohicans          | El último mohicano              | Nathaniel "Hawkeye" Poe      | Michael Mann         |
| 1993 | The Age of Innocence              | La edad de la inocencia         | Newland Archer               | Martin Scorsese      |
| 1993 | In the Name of the Father         | En el nombre del padre          | Gerry Conlon                 | Jim Sheridan         |
| 1996 | The Crucible                      | El crisol / Las brujas de Salem | John Proctor                 | Nicholas Hytner      |
| 1997 | The Boxer                         | El boxeador                     | Danny Flynn                  | Jim Sheridan         |
| 2002 | Gangs of New York                 | Gangs of New York               | Bill "el carnicero" Cutting  | Martin Scorsese      |
| 2003 | Abby Singer                       | Abby Singer                     | Él mismo                     | Ryan R. Williams     |
| 2005 | The Ballad of Jack and Rose       | La balada de Jack y Rose        | Jack Slavin                  | Rebecca Miller       |
| 2007 | There Will Be Blood               | Pozos de ambición               | Daniel Plainview             | Paul Thomas Anderson |
| 2009 | Nine                              | Nine                            | Guido Contini                | Rob Marshall         |
| 2012 | Lincoln                           | Lincoln                         | Abraham Lincoln              | Steven Spielberg     |
| 2017 | Phantom Thread                    | El hilo invisible               | Reynolds Woodcock            | Paul Thomas Anderson |
| 2025 | Anemone                           | Anemone                         | —                            | Ronan Day-Lewis      |

### Televisión
| Año  | Título original            | Papel                | Notas                             |
| ---- | -------------------------- | -------------------- | --------------------------------- |
| 1980 | Shoestring                 | DJ                   | Episodio: "The Farmer Had a Wife" |
| 1981 | Thank You, P. G. Wodehouse | Psmith               | Telefilm                          |
| 1981 | Artemis 81                 | Library Student      | Telefilm                          |
| 1982 | How Many Miles to Babylon? | Alec                 | Telefilm                          |
| 1982 | Frost in May               | Archie Hughes‑Forret | Episodio: "Beyond the Glass"      |
| 1983 | Play of the Month          | Gordon Whitehouse    | Episodio: "Dangerous Corner"      |
| 1985 | My Brother Jonathan        | Jonathan Dakers      | 5 episodios                       |
| 1986 | Screen Two                 | Dr. Kafka            | Episodio: "The Insurance Man"     |

### Documentales
| Año  | Título original                        | Papel    | Notas             |
| ---- | -------------------------------------- | -------- | ----------------- |
| 2002 | Forever Ealing                         | Narrador | Voz               |
| 2010 | A Man's Story                          | Él mismo | Entrevistado      |
| 2012 | Access to the Danger Zone              | Narrador | Voz               |
| 2014 | And the Oscar Goes To...               | Él mismo | (no especificado) |
| 2017 | Spielberg                              | Él mismo | Entrevistado      |
| 2021 | Daniel Day‑Lewis: The Hollywood Genius | Él mismo | Sujet o           |

## Teatro
| Años    | Título original                            | Rol                   | Teatro                              |
| ------- | ------------------------------------------ | --------------------- | ----------------------------------- |
| 1979    | The Recruiting Officer                     | Townsperson / Soldado | Theatre Royal, Bristol              |
| 1979    | Troilus and Cressida                       | Deiphobus             | Theatre Royal, Bristol              |
| 1979    | Funny Peculiar                             | Stanley Baldry        | Little Theatre, Bristol             |
| 1979‑80 | Old King Cole                              | The Amazing Faz       | Old Vic Theatre, Bristol            |
| 1980    | Class Enemy                                | Iron                  | Old Vic Theatre, Bristol            |
| 1980    | Edward II                                  | Leicester             | Old Vic Theatre, Bristol            |
| 1980    | Oh, What a Lovely War!                     | (no especificado)     | Theatre Royal, Bristol              |
| 1980    | A Midsummer Night's Dream                  | Philostrate           | Theatre Royal, Bristol              |
| 1981    | Look Back in Anger                         | Jimmy Porter          | Little Theatre, Bristol             |
| 1981    | Dracula                                    | Count Dracula         | Little Theatre, Bristol             |
| 1982‑83 | Another Country                            | Guy Bennett           | Queen's Theatre, Shaftesbury Avenue |
| 1983‑84 | A Midsummer Night's Dream Romeo and Juliet | Flute / Romeo         | Royal Shakespeare Company           |
| 1984    | Dracula                                    | Count Dracula         | Half Moon Theatre, London           |
| 1986    | Futurists                                  | Volodya Mayakovsky    | Royal National Theatre, London      |
| 1989    | Hamlet                                     | Hamlet                | Royal National Theatre, London      |

## Premios y nominaciones
Premios Óscar
| Año  | Categoría   | Película               | Resultado | Ref.   |
| ---- | ----------- | ---------------------- | --------- | ------ |
| 1990 | Mejor actor | Mi pie izquierdo       | Ganador   | [ 47 ] |
| 1994 | Mejor actor | En el nombre del padre | Candidato | [ 48 ] |
| 2003 | Mejor actor | Gangs of New York      | Candidato | [ 49 ] |
| 2008 | Mejor actor | There Will Be Blood    | Ganador   | [ 50 ] |
| 2013 | Mejor actor | Lincoln                | Ganador   | [ 51 ] |
| 2018 | Mejor actor | Phantom Thread         | Candidato | [ 52 ] |

Premios Globos de Oro
| Año  | Categoría                       | Película               | Resultado |
| ---- | ------------------------------- | ---------------------- | --------- |
| 2018 | Mejor actor - Drama             | Phantom Thread         | Candidato |
| 2012 | Mejor actor - Drama             | Lincoln                | Ganador   |
| 2009 | Mejor actor - Comedia o Musical | Nine                   | Candidato |
| 2007 | Mejor actor - Drama             | There Will Be Blood    | Ganador   |
| 2002 | Mejor actor - Drama             | Gangs of New York      | Candidato |
| 1997 | Mejor actor - Drama             | The Boxer              | Candidato |
| 1993 | Mejor actor - Drama             | En el nombre del padre | Candidato |
| 1989 | Mejor actor - Drama             | Mi pie izquierdo       | Candidato |

Premios BAFTA
| Año  | Categoría   | Película                 | Resultado |
| ---- | ----------- | ------------------------ | --------- |
| 2017 | Mejor actor | Phantom Thread           | Candidato |
| 2012 | Mejor actor | Lincoln                  | Ganador   |
| 2007 | Mejor actor | There Will Be Blood      | Ganador   |
| 2002 | Mejor actor | Gangs of New York        | Ganador   |
| 1993 | Mejor actor | En el nombre del padre   | Candidato |
| 1992 | Mejor actor | The Last of the Mohicans | Candidato |
| 1989 | Mejor actor | Mi pie izquierdo         | Ganador   |

Premios del Sindicato de Actores
| Año  | Categoría     | Película            | Resultado |
| ---- | ------------- | ------------------- | --------- |
| 2012 | Mejor reparto | Lincoln             | Candidato |
| 2012 | Mejor actor   | Lincoln             | Ganador   |
| 2009 | Mejor reparto | Nine                | Candidato |
| 2007 | Mejor actor   | There Will Be Blood | Ganador   |
| 2002 | Mejor actor   | Gangs of New York   | Ganador   |

Crítica Cinematográfica
| Año  | Categoría     | Película            | Resultado |
| ---- | ------------- | ------------------- | --------- |
| 2002 | Mejor actor   | Gangs of New York   | Ganador   |
| 2007 | Mejor actor   | There Will Be Blood | Ganador   |
| 2009 | Mejor reparto | Nine                | Candidato |
| 2012 | Mejor actor   | Lincoln             | Ganador   |
| 2012 | Mejor reparto | Lincoln             | Candidato |
| 2017 | Mejor actor   | Phantom Thread      | Candidato |